# Anahola
Anahola es un lugar designado por el censo ubicado en el condado de Kauai en el estado estadounidense de Hawái. En el año 2000, tenía una población de 1932 habitantes, y una densidad poblacional de 198,8 personas por kilómetro cuadrado.

## Geografía
Según la Oficina del Censo, la localidad tiene un área total de 10,2 km² (3,9 mi²), de la cual 9,7 km² (3,7 mi²) es tierra y 0,5 km² (0,2 mi²) (4.57 %) es agua.

## Demografía
Según la Oficina del Censo, en 2000, los ingresos medios por hogar en la localidad eran de $41 771, y los ingresos medios por familia eran de $41 302. Los hombres tenían unos ingresos medios de $25 875, frente a los $27 000 de las mujeres. La renta per cápita para la localidad era de $13 829. Alrededor del 14,2 % de la población estaba por debajo del umbral de pobreza.